# كأس الدوري البرتغالي 2016–17
كأس الدوري البرتغالي 2016–17 (بالبرتغالية: Taça da Liga de 2016–17‏) هو الموسم 10 من كأس الدوري البرتغالي. أقيم خلال الفترة 30 يوليو 2016 وحتى 29 يناير 2017، وأشرف على تنظيمه Liga Portuguesa de Futebol Profissional ‏، وكان عدد الأندية المشاركة فيه 35، وفاز فيه موريرينسي.